# 진화 생태학
진화생태학(進化生態學, 영어: evolutionary ecology)은 생태와 진화생물학의 교차점에 있다. 종의 진화적 역사와 그들 사이의 상호 작용을 명시적으로 고려하는 방식으로 생태학 연구에 접근한다. 혹은 반대로 고려 중인 종 사이의 상호작용에 대한 이해를 통합하는 진화 연구에 대한 접근으로 볼 수 있다. 진화 생태학의 주요 하위 분야는 생활사 진화, 사회생물학, 종간 상호작용의 진화, 생물다양성, 생태 공동체의 진화이다.
진화 생태학은 주로 상호 작용(종 간, 종과 물리적 환경 모두)이 선택과 적응을 통해 종을 형성하는 방법과, 진화적 변화의 결과, 이 두 가지를 고려한다.

## 진화 모델
진화 생태학의 큰 부분은 모델을 활용하고 증거로 경험적 데이터를 찾는 것이다. 예로 David Lack이 고안한 Lack 클러치 크기 모델과 갈라파고스 제도에서 다윈의 핀치에 대한 연구를 들 수 있다. 다윈의 핀치새에 대한 Lack의 연구는 종분화에서 다양한 생태학적 요인의 역할을 분석하는 데 중요했다. Lack은 두 종이 같은 틈새를 차지할 수 없다는 GF Gause의 주장에 기초하여 종의 차이가 적응적이며 자연 선택에 의해 생성되었다고 제안했다.
Richard Levins는 1968년에 자신의 종의 전문화 모델을 소개했는데, 이 모델은 유기체 또는 종이 보유하고 있는 적합성 세트를 사용하여 이기종 환경 내에서 서식지 전문화가 어떻게 진화했는지 조사했다. 이 모델은 세분화된 공간 스케일과 거친 공간 스케일을 정의하여 특정 환경에서 공간 스케일의 개념을 개발했다. 이 모델의 의미는 공간 규모가 특정 환경에서 종의 다양성에 어떻게 영향을 미치는지에 대한 환경 생태학자의 이해가 급격히 증가하는 것을 포함한다.
또 다른 모델은 두 개체 모두에게 이익이 되는 두 유기체 간의 관계로 정의되는 상리공생에 관한 Law와 Diekmann의 1996 모델이다. Law와 Diekmann은 교란이나 부족에 대한 반응으로 식물이나 동물 개체군의 변화가 돌연변이가 발생하는 것보다 더 빠른 속도로 발생한다고 가정하는 적응 역학(adaptive dynamics)이라는 프레임워크를 개발했다. 이는 커뮤니티 내의 관계를 다루는 다른 모델을 단순화하는 것을 목표로 한다.

## 얽힌 자연 모델
얽힌 자연 모델(Tangled nature model)은 진화 생태학의 경향을 보여주고 예측하기 위한 다양한 방법을 제공한다. 이 모델은 개체군 내에서 돌연변이가 발생하기 쉬운 개인과 멸종률과 같은 기타 요인을 분석한다. 이 모델은 2002년 Imperial College London의 Simon Laird, Daniel Lawson, Henrik Jeldtoft Jensen에 의해 개발되었다. 이 모델의 목적은 관찰을 기반으로 간단하고 논리적인 생태 모델을 만드는 것이다. 모델은 인구의 형태와 적합성을 결정할 때 생태학적 영향을 설명할 수 있도록 설계되었다.

## 생태 유전학
생태 유전학은 자연 개체군에서 특성이 어떻게 진화하는지 연구를 통해 진화적 생태학과 연결된다. 생태학자들은 환경과 기간이 어떻게 유전자가 우세해지는지 우려한다. 유기체는 자연 서식지에서 생존하기 위해 지속적으로 적응해야 한다. 유전자는 어떤 유기체가 살아남고 어떤 유기체가 죽을 것인지 정의한다. 유기체가 같은 종에서 유래하더라도 서로 다른 유전적 변이가 발생하는 것을 다형성이라고 한다. 유익한 유전자를 전달하는 유기체는 자신의 종의 틈새 시장에서 이점을 가지도록 계속 진화시킨다.

## 진화 생태학에 기여한 학자

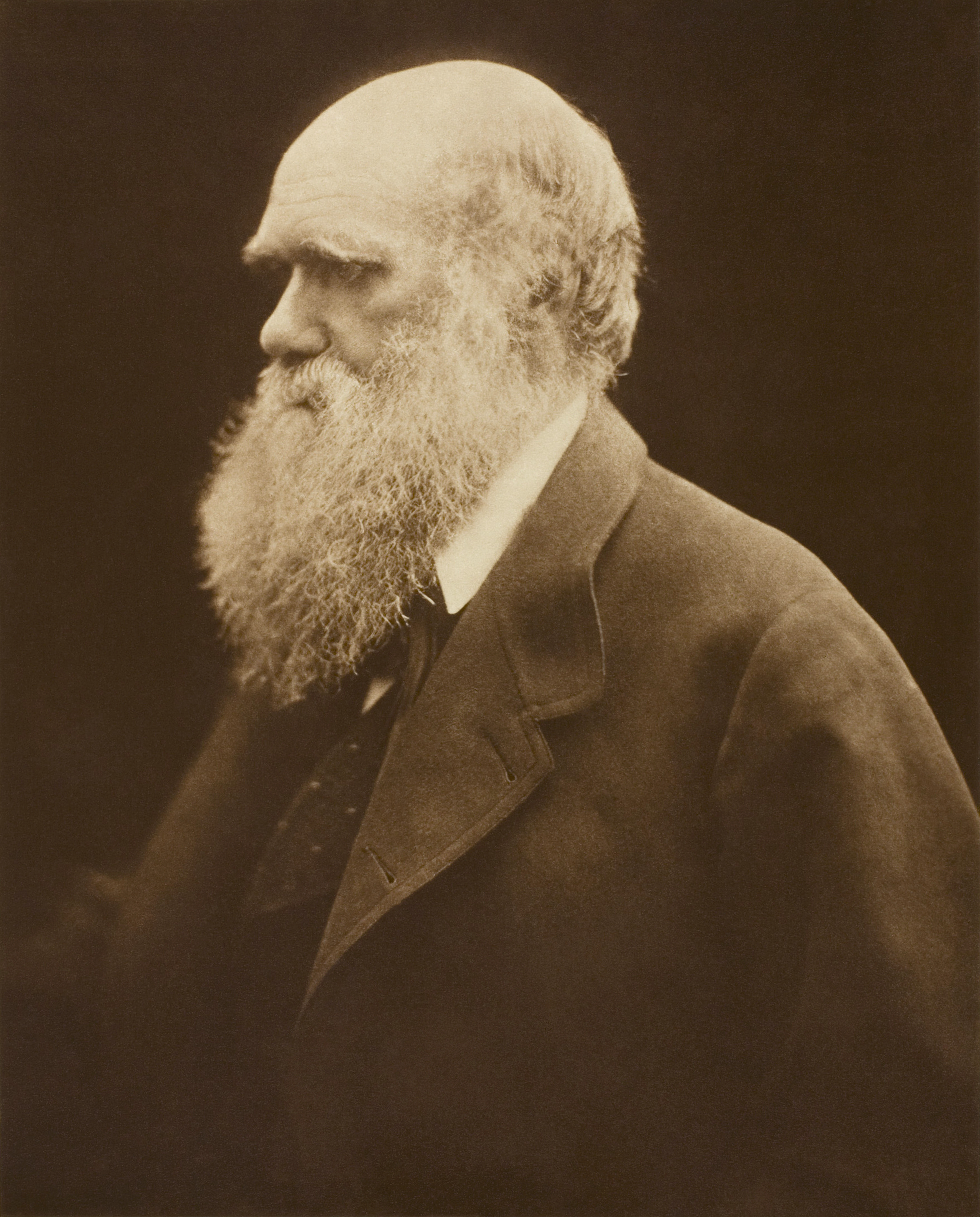
Julia Margaret Cameron 의 다윈 초상화

### 찰스 다윈
진화 생태학의 중심 원리의 기초는 찰스 다윈(1809–1882)으로부터 만들어졌고, 특히 자연 선택 및 개체군 역학 이론을 참조하여 종의 개체군이 시간이 지남에 따라 어떻게 변하는지에 대해 설명한다. 하버드 대학교 동물학 교수인 Ernst Mayr에 따르면 진화 생물학과 생태학에 대한 다윈의 가장 두드러진 기여는 분지 진화의 개념으로, 지구상의 모든 생물 종의 공통 조상이 하나의 독특한 기원임을 의미한다. 또한 다윈은 진화가 점진적이어야 하며 큰 단절이나 불연속성이 없어야 한다고 덧붙였다. 마지막으로 그는 진화의 메커니즘이 자연 선택이라고 추론했다.

### 조지 에블린 허친슨
생태학 분야에 대한 George Evelyn Hutchinson(1903-1991)의 공헌은 60년이 넘는 기간 동안 시스템 생태학, 방사선 생태학, 조류학 및 곤충학에 상당한 영향을 미쳤다. Stephen Jay Gould에 의해 "현대 생태학의 아버지"로 묘사된 Hutchinson은 생태학과 수학의 주제를 연결한 최초의 과학자 중 한 사람이다. Hutchinson에 따르면 그는 "인구 생태학에 대한 이 기술적인 소개에서 인구의 수학적 모델, 다양한 연령대의 개인의 비율 변화, 출생률, 생태학적 틈새 및 인구 상호 작용"을 구성했다. 그는 또한 호수가 시스템 동작에 대한 통찰력을 제공하는 소우주로 연구될 수 있다는 믿음으로 인해 하류학에 큰 관심을 보였다. Hutchinson은 또한 생태학의 순환 캐주얼 시스템(Circular Casual Systems in Ecology)으로 유명하다. 여기에서 그는 이렇게 말했다. “유기체 그룹은 환경에 의해 영향을 받을 수 있으며 환경에 반응할 수 있다. 한 시스템의 속성 집합이 두 번째 시스템에서 첫 번째 시스템의 동작이 변경되는 방식으로 변경되면 두 번째 시스템의 속성이 변경되어 첫 번째 시스템에서 두 번째 시스템의 동작 모드가 변경될 수 있다.”

### 로버트 맥아더
로버트 맥아더(Robert MacArthur, 1930-1972)는 섬 생물지리학 이론(Theory of Island Biogeography)으로 진화 생태학 분야에서 가장 잘 알려져 있다. 이 이론은 어떤 새로운 종들이 그것을 식민지화하는지, 그리고 기존 종의 개체수가 멸종되는 속도가 어떠한지를 설명한다.

### 에릭 피앙카
텍사스 대학의 에릭 피앙카(Eric Pianka, 1939~현재)의 작업에는 먹이 찾기 전략, 번식 전술, 경쟁 및 틈새 이론, 커뮤니티 구조 및 조직, 종의 다양성, 희귀성에 대한 이해가 포함된다. Pianka는 또한 도마뱀이 "모든 환경에 많이 서식하여 상대적으로 쉽게 찾고, 관찰하고, 포획할 수 있다"고 주장하면서 생태학적 사건을 연구하기 위해 도마뱀에 관심을 가진 것으로 유명하다.

### 마이클 로젠츠바이크
마이클 로렌츠바이크(Michael L. Rosenzweig, 1941–현재)는 인간이 너무 많은 토지를 사용하여 생지화학 주기에 부정적인 영향을 미치기 때문에 지정된 자연 보호 구역이 지구의 생물 다양성을 보존하기에 충분한 토지가 아닐 것이라는 그의 이론에서 시작된 화해 생태학(Reconciliation ecology)을 만들고 대중화했다. 종의 구성에 부정적인 영향을 미치는 다른 생태학적 영향을 미쳤다.

### 다른 주목할만한 진화 생태학자
- 피셔(1890-1962), 그의 1930년 자연 선택의 기본 정리는 자연 선택 이론을 개체군 생물학에 엄격하게 적용하는 힘을 인정했다.[21]
- 찰스 다윈의 추종자인 David Lack(1910-1973)은 주로 조류와 진화에 중점을 둔 진화 생물학과 생태학 분야를 병합하기 위해 노력했다.
- 티에리 로데(Thierry Lodé, 1956-현재)는 종의 개체군에서의 성적 갈등이 진화에 미치는 영향에 초점을 맞춘 프랑스 생태학자이다.[22][23]

## 연구
Michael Rosenzweig의 화해 생태학 아이디어는 Alexander von Humboldt가 처음 제안한 원칙에 따라 수행된 기존 연구를 기반으로 개발되었다. 이 연구는 SPAR(species-area relationship)과 표본 지역에서 주 간 SPAR에 이르기까지 SPAR이 존재하는 다양한 규모에 초점을 맞췄다. 다양성의 정상 상태 역학은 이러한 SPAR을 발생시켰으며, 이는 현재 지구에서 종의 다양성 감소를 측정하는 데 사용된다. 이러한 다양성 감소에 대응하여 Rosenzweig의 화해 생태학이 탄생했다.
진화 생태학은 유기체 간의 공생 관계를 사용하여 그러한 관계가 발전하는 진화적 힘을 결정하기 위해 연구되었다. 공생 관계에서 공생체는 지속 가능하고 진화론적으로 실행 가능한 상태를 유지하기 위해 숙주에게 어느 정도 이점을 제공해야 한다. 진딧물과 진딧물이 공생하는 공생 박테리아를 사용하여 연구가 수행되었다. 이 박테리아는 대대로 가장 자주 보존되어 높은 수준의 수직 전파를 나타낸다. 결과에 따르면 이러한 공생 박테리아는 궁극적으로 숙주 진딧물에 기생충에 대한 저항성을 부여하여 진딧물의 적합성을 높이고 종 간의 공생 매개 공진화를 유도한다.

## 시클리드 물고기의 색상 변화
진화적 생태학의 영향과 그 결과는 아프리카 시클리드 물고기의 색상 변이의 경우에 볼 수 있다. 2,000종이 넘는 시클리드 물고기는 종이 풍부하고 복잡한 사회적 상호 작용을 할 수 있다. 개체군 내에서 다양한 색상 패턴인 다색성(Polychromatism)은 환경 적응으로 인해 시클리드 어류 내에서 발생하고 유성 생식의 기회를 증가시킨다.